# Bolos en los XXI Juegos Centroamericanos y del Caribe
Se detallan los resultados de las competiciones deportivas para la especialidad de Bolos
en los XXI Juegos Centroamericanos y del Caribe.

## Bolos
El campeón de la especialidad Bolos fue  Colombia.

### Medallero
Los resultados del medallero por información de la Organización de los Juegos Mayagüez 2010
fueron:

#### Medallero Total
País anfitrión en negrilla. La tabla se encuentra ordenada por la cantidad de medallas de oro.
| Núm.  | País                 | Oro | Plata | Bronce | Total | Orden por Total |
| ----- | -------------------- | --- | ----- | ------ | ----- | --------------- |
| 1     | Colombia             | 4   | 4     | 7      | 15    | 1               |
| 2     | Venezuela            | 4   | 2     | 2      | 8     | 2               |
| 3     | República Dominicana | 3   | 0     | 1      | 4     | 5               |
| 4     | Puerto Rico          | 2   | 1     | 2      | 5     | 4               |
| 5     | México               | 0   | 4     | 2      | 6     | 3               |
| 6     | Guatemala            | 0   | 2     | 0      | 2     | 6               |
| 7     | Bermudas             | 0   | 0     | 1      | 1     | 7               |
| 7     | Costa Rica           | 0   | 0     | 1      | 1     | 7               |
| TOTAL | TOTAL                | 13  | 13    | 16     | 42    |                 |

Fuente: Organización de los XXI Juegos Centroamericanos y del Caribe

#### Medallero por Género
País anfitrión en negrilla. La tabla se encuentra ordenada por la cantidad de medallas de oro.
| Clasificación por Oro | País                 | Hombres | Hombres | Hombres | Hombres | Mujeres | Mujeres | Mujeres | Mujeres | Mixtos | Mixtos | Mixtos | Mixtos | TOTAL | Clasificación por Total |
| Clasificación por Oro | País                 |         |         |         | Total   |         |         |         | Total   |        |        |        | Total  | TOTAL | Clasificación por Total |
| 1                     | Colombia             | 0       | 4       | 1       | 5       | 3       | 0       | 6       | 9       | 1      | 0      | 0      | 1      | 15    | 1                       |
| 2                     | Venezuela            | 2       | 0       | 2       | 4       | 2       | 1       | 0       | 3       | 0      | 1      | 0      | 1      | 8     | 2                       |
| 3                     | República Dominicana | 2       | 0       | 1       | 3       | 1       | 0       | 0       | 1       | 0      | 0      | 0      | 0      | 4     | 5                       |
| 4                     | Puerto Rico          | 2       | 0       | 2       | 4       | 0       | 1       | 0       | 1       | 0      | 0      | 0      | 0      | 5     | 4                       |
| 5                     | México               | 0       | 1       | 0       | 1       | 0       | 3       | 1       | 4       | 0      | 0      | 1      | 1      | 6     | 3                       |
| 6                     | Guatemala            | 0       | 1       | 0       | 1       | 0       | 1       | 0       | 1       | 0      | 0      | 0      | 0      | 2     | 6                       |
| 7                     | Bermudas             | 0       | 0       | 1       | 1       | 0       | 0       | 0       | 0       | 0      | 0      | 0      | 0      | 1     | 7                       |
| 7                     | Costa Rica           | 0       | 0       | 1       | 1       | 0       | 0       | 0       | 0       | 0      | 0      | 0      | 0      | 1     | 7                       |
| TOTAL                 | TOTAL                | 6       | 6       | 8       | 20      | 6       | 6       | 7       | 19      | 1      | 1      | 1      | 3      | 42    |                         |

Fuente: Organización de los XXI Juegos Centroamericanos y del Caribe

### Múltiples Ganadores
El tablero de multimedallas para la de los XXI Juegos Centroamericanos y del Caribe Mayagüez 2010 
presenta a los deportistas destacados que conquistaron más de una medalla en las competiciones de Bolos realizadas en Mayagüez, Puerto Rico.
Fuente: 
Organización de los XXI Juegos Centroamericanos y del Caribe Mayagüez 2010. 
| Clasificación del País | Clasificación del Total | Deportista          | País                 | Disciplina |   |   |   | Total |
| 1                      | 12                      | Rocío Restrepo      | Colombia             | Bolos      | 4 | 0 | 2 | 6     |
| 2                      | 69                      | Luis Olivo          | Venezuela            | Bolos      | 2 | 1 | 1 | 4     |
| 3                      | 72                      | Karen Marcano       | Venezuela            | Bolos      | 2 | 1 | 0 | 3     |
| 4                      | 89                      | Andraunick Simounet | Puerto Rico          | Bolos      | 2 | 0 | 1 | 3     |
| 5                      | 95                      | José Miguel Estrada | República Dominicana | Bolos      | 2 | 0 | 0 | 2     |
| 6                      | 134                     | Manuel Otalora      | Colombia             | Bolos      | 1 | 3 | 0 | 4     |
| 7                      | 142                     | Patricia De Faria   | Venezuela            | Bolos      | 1 | 2 | 0 | 3     |
| 8                      | 174                     | Alicia Marcano      | Venezuela            | Bolos      | 1 | 1 | 0 | 2     |
| 9                      | 217                     | Clara Guerrero      | Colombia             | Bolos      | 1 | 0 | 5 | 6     |
| 10                     | 220                     | Gabriel Sánchez     | Puerto Rico          | Bolos      | 1 | 0 | 2 | 3     |
| 11                     | 226                     | Paola Gómez         | Colombia             | Bolos      | 1 | 0 | 1 | 2     |
| 11                     | 226                     | Israel Hernández    | Puerto Rico          | Bolos      | 1 | 0 | 1 | 2     |
| 11                     | 226                     | Rafael Medina       | Venezuela            | Bolos      | 1 | 0 | 1 | 2     |
| 11                     | 226                     | Ildemaro Ruiz       | Venezuela            | Bolos      | 1 | 0 | 1 | 2     |